# Royal-Company-Inseln
Die Royal-Company-Inseln waren eine Gruppe von Phantominseln, die um 1776 unter 49° 40' S; 143° E von dem spanischen Schiff Rafaelo von der „Königlich-Spanischen Compagnie der Philippinen“ (spanisch Real Compañia de Filipinas) gesichtet und benannt worden sein sollen. 
Eine andere Positionsangabe vom November 1840 stammt von Walfängern und beträgt 50° 40' S; 142° 36' E.
Die Rafaelo befand sich auf einer Fahrt vom Kap der Guten Hoffnung zu den Philippinen.
In Wirklichkeit muss diese Sichtung wohl einige Jahre später stattgefunden haben, denn die Compañia wurde erst 1785 gegründet. Sie betrieb einen Direkthandel zwischen Spanien und Asien und spanische Schiffe befuhren im späten 18. und frühen 19. Jahrhundert tatsächlich das Meeresgebiet südlich der Tasmansee. 
Bereits am 1. März 1840 wurde die Nichtexistenz der Royal-Company-Inseln von der United States Exploring Expedition festgestellt und nachdem die Antarctic 1893–1895 unter Henrik Johan Bull vergeblich nach der Inselgruppe suchte, wurde sie 1908 von der britischen Admiralitätskarte des Pazifiks getilgt.
Zwar gibt es auf dem 143. Längengrad Ost kein Land; nimmt man jedoch bei der Übermittlung der Daten einen Abschreibfehler an (statt 143° E 173° E), käme man in annehmbare Nähe der Antipodes Islands (49° 42' S; 178° 50' E) bzw. der Auckland Islands (50°50' S; 166°00' E). Aber es ist auch gut möglich, dass die Rafaelo – wie im Falle der Nimrod-Gruppe – an der fraglichen Stelle Eisberge oder speziell geformte Wolkenbildungen für Land hielt.